# Усть-Камчатськ (аеропорт)
Усть-Камчатськ (ICAO: UHPK) — місцевий аеропорт, розташований за 4 км на захід від селища Усть-Камчатськ у Камчатському краї. Забезпечує регулярне авіасполучення Усть-Камчатська з Петропавловськ-Камчатським. Останнім часом всі польоти виконуються на літаках Л-410.

## Історія
Аеропорт «Усть-Камчатськ» відкритий у 1937 році після відкриття в місті морського порту та центру промислової обробки деревини. Аеропорт здатний приймати літаки типу Іл-14, Л-410, Як-40, Ан-24, Ан-26, Ан-72, Ан-74 та інші типи ПС 3-4 класу, вертольоти всіх типів. Класифікаційне число ЗПС (PCN) 9/F/B/Y/U.

## Авіакомпанії та напрямки[4]
| Авіакомпанія                                      | Місто прибуття (аеропорт)            |
| ------------------------------------------------- | ------------------------------------ |
| Петропавловськ-Камчатський авіаційне підприємство | Петропавловськ-Камчатський (Єлізово) |

## Авіаподії
- 16 квітня 2011 року літак Як-40, на борту якого була 31 людина, при розбігу викотився за межі злітно-посадочної смуги та завалився на праве крило в аеропорту Усть-Камчатськ. В результаті авіаподії ніхто не постраждав[5].